# 薄叶马银花
薄叶马银花（学名：Rhododendron leptothrium）为杜鹃花科杜鹃花属下的一个种。

## 扩展阅读
維基物種上的相關：薄叶马银花